# Carvalhal (Grândola)
Carvalhal ist eine portugiesische Gemeinde im Kreis Grândola (Distrikt Setúbal), mit einer Fläche von 82,0 km² und 1518 Einwohnern (Stand 19. April 2021). Dies ergibt eine Bevölkerungsdichte von 18,5 Einwohnern/km².
Carvalhal ist ein kleines Dorf, welches circa 3 Kilometer vom gleichnamigen Atlantikstrand entfernt liegt. Es liegt direkt an einem Nebenfluss des Sado in dessen Tal Reis angebaut wird. Der Ort wirkt im Winter etwas ausgestorben, erlebt aber im Hochsommer umso mehr Ferienbetrieb. Carvalhal ist ein Zentrum für Strandurlauber aus Lissabon. Es liegt nicht weit von Tróia der Halbinsel gegenüber von Setúbal entfernt und gehört zum Kreis von Grândola. Grândola liegt etwa 30 Kilometer von Carvalhal entfernt. Im November feiert das Dorf das Fest der Süßkartoffel, denn in dieser Gegend werden im Sandboden traditionell Süßkartoffeln angepflanzt. Außerdem wird auf den großen Feuchtflächen des Flusses Reis angebaut.

## Geschichte
Die ersten Bewohner der Gegend um Carvalhal waren die Kelten in der Epoche der Steinzeit. Sie hatten entlang des Rio Sado verschiedene Siedlungen gegründet und Spuren ihrer Kult- und Grabstätten reichen bis weit in das Hinterland hinein. Auch das römische Reich hinterließ in der Gegend seine Spuren. Hier ist insbesondere der Seehafen und Fischverarbeitungsort von Cetóbriga auf der Halbinsel Tróia zu nennen. Nach der christlichen Eroberung im 12. Jahrhundert fielen die Ländereien links des Sado an das Adelshaus der Infantados. 

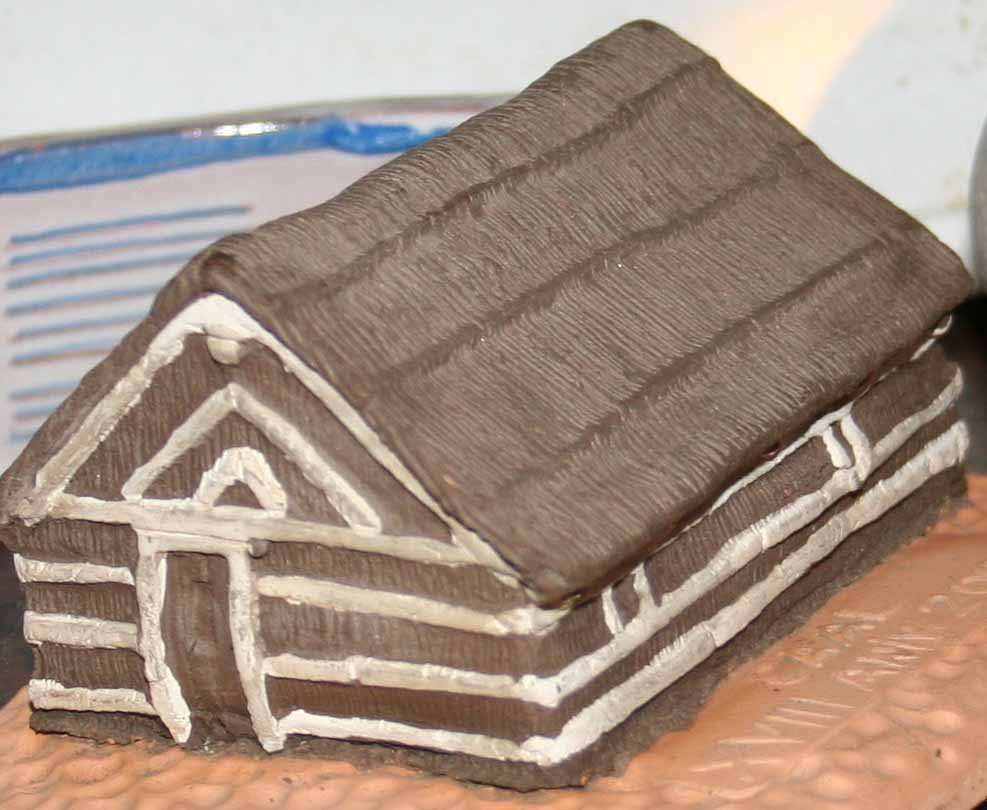
Modell eines typischen Fischerhauses in Carvalhal

Erst im Jahre 1836 in der Folge der liberalen Revolution in Portugal wurde das Gebiet frei verkauft und ging teilweise an das Haus Espirito Santo. In einem Brief von 1890 erscheint der Name Carvalhal erstmals. 1987 wurde Carvalhal eine eigenständige Gemeinde des Kreises Grândola.